# Prerad
Prerad – wieś w Słowenii, w gminie Dornava. W 2018 roku liczyła 159 mieszkańców.